# Thélarche

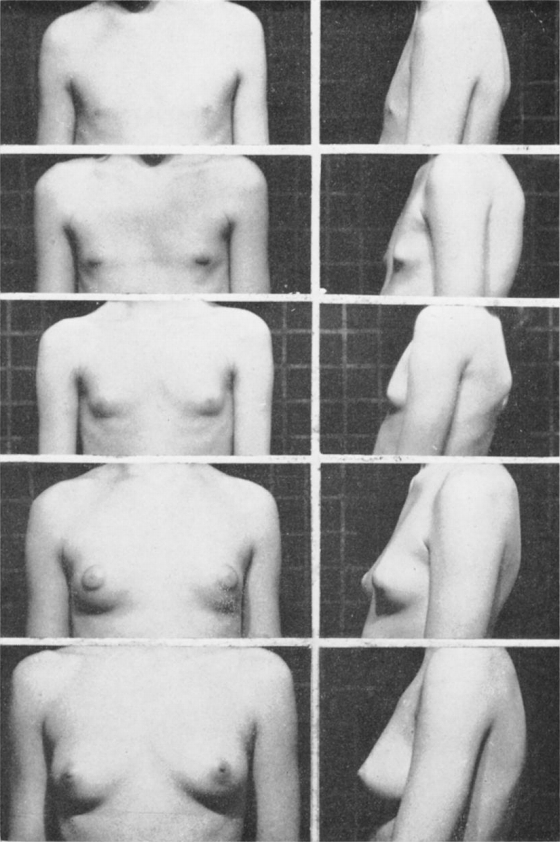
Classification de Tanner comportant la thélarche.

La thélarche est le début du développement secondaire (postnatal) des seins chez la jeune fille, habituellement au début de la puberté. Son étymologie est grecque, de θηλή [tʰelḗ], "mamelon" et ἀρχή [arkʰḗ], "début".
La thélarche désigne habituellement l’apparition d’une masse plus ferme sous le centre du mamelon (papilla et l’aréole).
On parle parfois aussi de «bourgeonnement de la poitrine», ou plus formellement de développement de la poitrine au deuxième stade de Tanner (le premier stade étant l'état prépubère).
La thélarche est le premier changement physique de la puberté chez environ 60 % des filles. Il apparait généralement après l'âge de 8 ans et est le plus souvent légèrement asymétrique, c’est-à-dire apparaissant d’un côté avant l’autre, avec un sein de taille plus importante que l’autre pendant toute la durée de leur développement. Statistiquement, le sein gauche est souvent un peu plus gros. Dans de rares cas, les seins ont une taille significativement différente, ou l’un ne se développe pas complètement.
Chez les filles, le développement des seins avant l'âge de huit ans est appelé « thélarche prématurée » ; la physiopathologie de ce phénomène reste encore mal comprise  mais une exposition précoce et/ou une sensibilité accrue aux œstrogènes peut le provoquer.

## Mécanisme
La thélarche résulte de l'augmentation du taux d’estradiol de l’organisme de la petite fille, et parfois d'un traitement médicamenteux.

## Puberté précoce

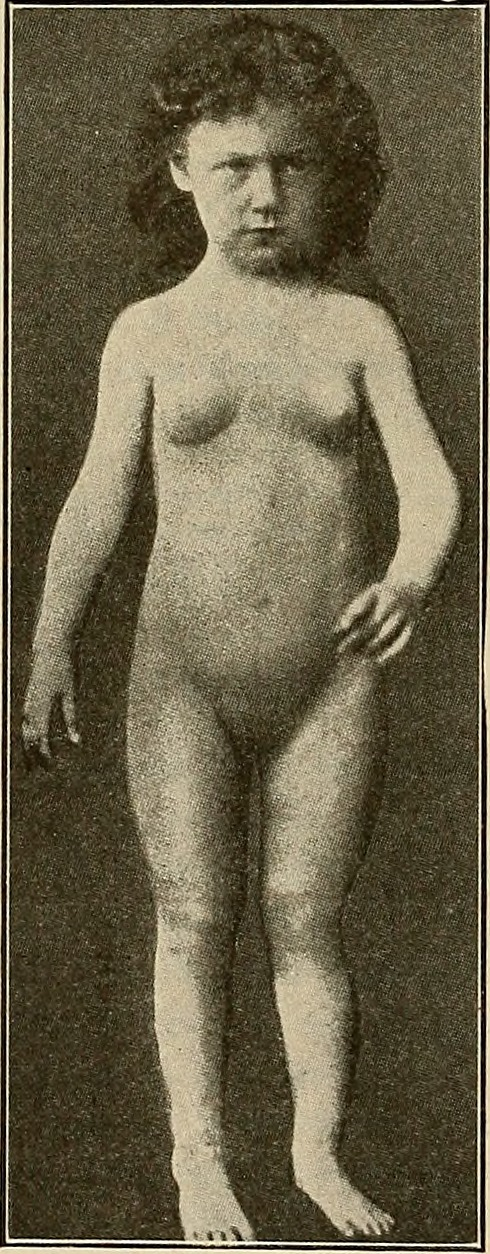
Illustration médicale d'un cas de thélarche précoce (1917)

Dans de nombreuses régions du monde, les médecins constatent une augmentation des cas de puberté féminine anormalement précoce (puberté précoce) souvent associées à une poussée mammaire précoce, une dysthyroïdie, une obésité et parfois un diabète ou des troubles neurodéveloppementaux.
Hors des cas de prédisposition génétique, la cause peut être pathologique (maladie hormonale) ou iatrogène (conséquence d'un traitement médicamenteux), mais dans un nombre croissant de cas, l'explication semble être l'exposition croissante des embryons, fœtus (in utero) ou jeunes enfants à des perturbateurs endocriniens (œstrogènes naturels apportés par la nourriture et/ou polluants xéno-œstrogènes).

La thélarche en est souvent la première manifestation : elle a par exemple été multipliée par trois à Porto Rico de 1978 à 1981  mais toutes les thélarches ne conduisent pas à une véritable puberté précoce.
S'il n'y a pas d'autres changements apparaissant normalement à la puberté ou liés aux  hormones sexuelles on parle de thélarche prématurée isolée (dont on considère généralement qu’elle ne nécessite pas de traitement).
Une étude récente (2017) a montré que les niveaux urinaires de phtalate de bis(2-éthylhexyle) (DEHP) sont significativement plus élevés chez les filles porteuses d’un thélarche précoce que dans un groupe témoin (apparié selon l’âge). Et le DEHP semble plus efficacement converti en MEHP chez les filles porteuses d'un thélarche, phénomène dont l'importance doit être davantage élucidée.

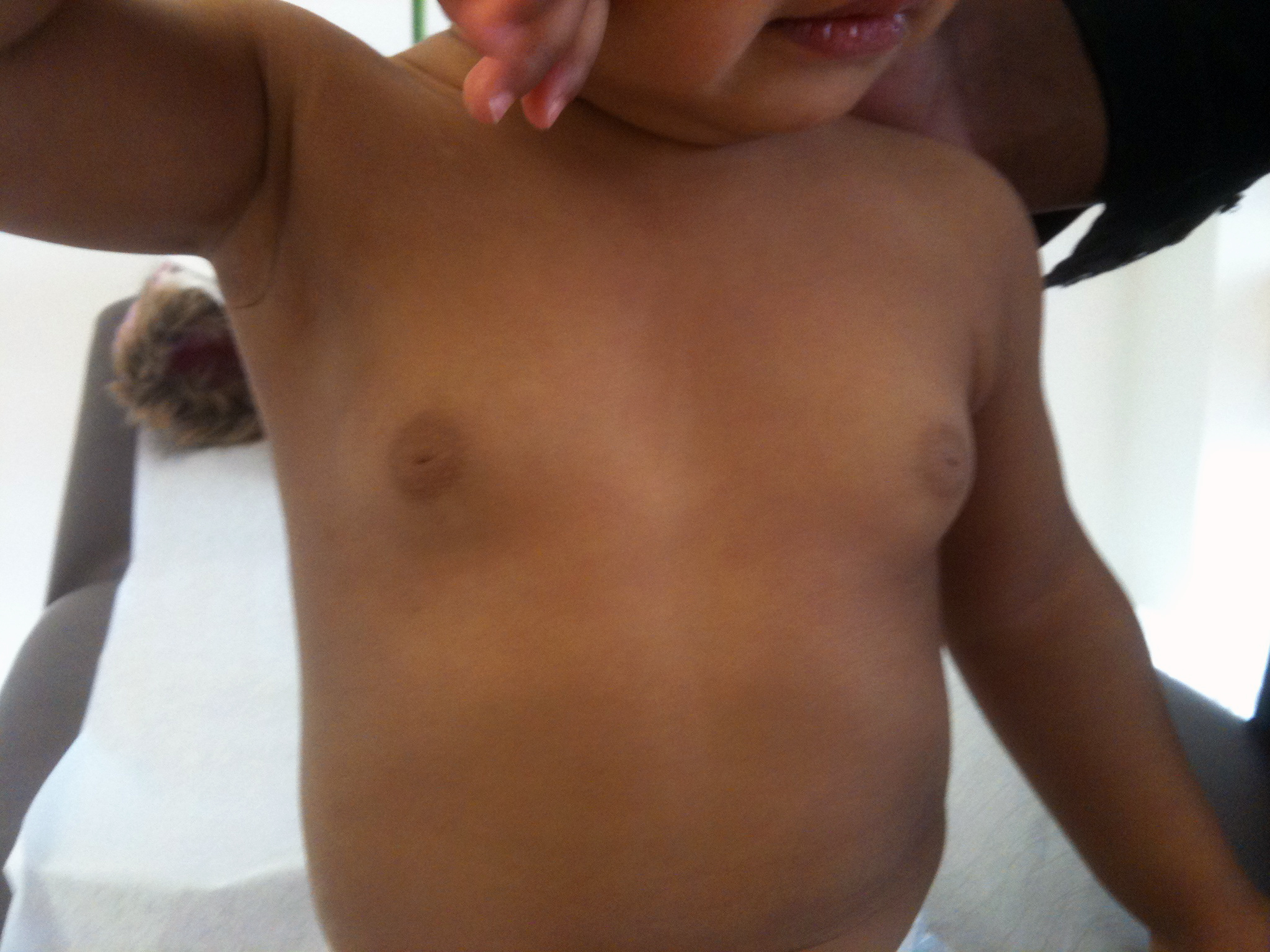
Thélarche précoce chez un bébé de 12 mois

Les enfants sont soumis à des expositions multiples et à des cocktails de polluants auxquels ils sont plus vulnérables que les adultes. Les hormones étant actives à très faibles doses et parfois uniquement lors de certaines fenêtres de temps et uniquement sur certains organes, avec parfois des cascades d'effets, le suivi de l'activité œstrogénique du stade fœtal à la fin de l'adolescence est très complexe. Il en va de même pour les xéno-œstrogènes, pour des raisons similaires.

Il a été montré en 2006 que les taux circulants d'estradiol chez les enfants prépubères étaient inférieurs à ceux initialement déclarés. La même étude a confirmé que les enfants sont extrêmement sensibles à l'estradiol et conclut qu'ils peuvent y réagir  (notamment par une thélarche ou gynécomastie)  « même à des taux inférieurs dans le sérum sanguin aux limites de détection de l'époque (2006) » et qu'aucun seuil n'a pu être établi, sous lequel aucun effet hormonal ne peut être observé chez les enfants exposés à des stéroïdes exogènes ou à des perturbateurs endocriniens ; Enfin les taux de production quotidienne de stéroïdes sexuels par l'enfant tels que retenus ou estimés par la Food and Drug Administration en 1999 et toujours utilisés comme référence en évaluation des risques (au moins de 1999 à 2006) « sont fortement surestimés et devraient être révisés ».

Le dosage des œstrogènes sanguins ou urinaires est peu représentatif de ce qui se passe dans l'organisme ; il ne permet pas de détecter certaines anomalies d'activité œstrogénique, même quand elles ont des effets cliniques. En 2006, comme aucun seuil sans effet n'avait été établi pour l'action œstrogénique chez l'enfant, Aksglaede & al. ont recommandé « d'éviter toute exposition inutile des fœtus et des enfants aux stéroïdes sexuels exogènes et aux perturbateurs endocriniens, même à des niveaux très bas ». La recherche de nouveaux marqueurs d'effets, de biomarqueurs d'imprégnation par des PE et de marqueurs de bioactivité hormonale (de bioactivité œstrogénique notamment) est encore à développer pour mieux détecter, comprendre et traiter les thélarches précoces et probablement d'autres symptômes de déséquilibres hormonaux induits (dont les anomalies génitales des garçons nouveau-nés également en augmentation).

## Équivalent masculin
Un développement mammaire éphémère se produit fréquemment dans le cadre de la puberté masculine ; il est alors dénommé gynécomastie, le terme « thélarche » étant réservé au développement du sein féminin.